# Classification des systèmes planétaires
 (mai 2025).
Les systèmes planétaires peuvent être classés selon leur architecture.

## Principes généraux
La classification des systèmes planétaires repose principalement sur deux aspects : la position de leurs planètes et le degré de cohérence de leurs paramètres orbitaux et physiques.
Les systèmes planétaires sont divisés en systèmes internes et externes selon leurs périodes orbitales. Dans les cas où il existe un grand écart entre des planètes, exprimé par un rapport de période orbitale supérieur à cinq entre deux planètes adjacentes, et que la planète externe a une période supérieure à 130 jours, l'écart sert de limite entre le système interne et le système externe. Le système solaire est dans ce cas. Dans les cas où un tel écart n'existe pas, un système est défini comme externe si la planète la plus interne du système est une planète jovienne ayant une période orbitale supérieure à 130 jours.

Échelle des distances des planètes du Système solaire, du Soleil (à gauche) jusqu'à Neptune (à droite), selon leur demi-grand axe. Seules les distances au Soleil sont à l'échelle ; les tailles des objets ne le sont que relativement entre elles.

## Classification

### Systèmes à une seule planète
Les systèmes à une seule planète, tout du moins une seule planète connue, sont simplement classés selon le type de la planète en question : géante gazeuse (Jupiter), géante glacée (Neptune), sous-Neptune, planète tellurique (Terre)...

### Systèmes à deux planètes
Les systèmes à deux planètes sont classés selon le nombre de planètes de type Jupiter dans le système : paire de Jupiter, paire constituée d'un Jupiter et d'un non-Jupiter, ou paire de non-Jupiter.

### Systèmes à trois planètes ou plus
Dans les systèmes ayant plus de planètes, la diversité des architectures est la plus importante. Dans bon nombre de ceux-ci, le premier élément de distinction est la séparation entre planètes internes et planètes externes. Le système solaire est un exemple de tel système, qui comporte quatre planètes telluriques internes et quatre planètes géantes externes. Les systèmes avec des planètes internes sont subdivisés en deux grandes catégories selon que cette partie interne comprend ou non une planète géante : en l'absence de planète géante, on parle de « systèmes à planètes similaires » (en anglais peas-in-a-pod systems), tandis que si au moins une planète géante est présente, on parle de « système à Jupiter tiède ». Ces deux catégories sont subdivisées ou sous-catégories décrites ci-dessous. Les systèmes sans planète interne, qui ne comportent que des Jupiter froids, sont à ce titre décris comme systèmes de Jupiter froids.

#### Systèmes à planètes similaires
Les systèmes à planètes similaires se subdivisent en plusieurs sous-types : les systèmes étroitement espacés (sans écart entre les planètes dépassant un rapport de période orbitale supérieur à cinq), les systèmes à écart extérieur, les systèmes à écart médian et les systèmes à écart intérieur.

#### Systèmes à Jupiter tiède
Les systèmes à Jupiter tiède de subdivisent en plusieurs sous-types : les systèmes étroitement espacés, les systèmes avec écart et les système à Jupiter chaud isolé.

#### Cas particuliers
Certains systèmes ne tombent pas dans les catégories susmentionnées. On y trouve les systèmes à rapport de masse fortement inversé — où des planètes de petite masse alternent avec des planètes de grande masse — et les systèmes à planète à période de révolution ultra-courte.